# Gerhard Schulze (Radsportfunktionär)
Gerhard Schulze (* 21. September 1899; † 22. Mai 1976) war ein deutscher Radsportfunktionär und von 1955 bis 1959 Präsident des Bundes Deutscher Radfahrer (BDR).
Während der Zeit des NS-Regimes zwischen 1933 und 1945 war Gerhard Schulze schon als Sportfunktionär aktiv, als Reichsjugendfachwart des Nationalsozialistischen Reichsbundes für Leibesübungen. 1940 schrieb er im Verbandsorgan des Deutschen Radfahrer-Verbandes, Der Deutsche Radfahrer: „Heute erkennt jeder Deutsche, daß der unerschöpfliche Lebensquell für die Sicherstellung des Nachwuchses im deutschen Sport einzig und allein in der HJ verankert ist. [...] Wir schaffen in der Dreieinigkeit Körper, Geist und Seele denjenigen deutschen Menschen zum einigen Schutz und unvergänglichem Ruhme des Großdeutschen Reiches.“ Als Schulze BDR-Präsident war, erregte sich der Kölner Radsportmanager Ernst Berliner, der wegen seiner jüdischen Herkunft aus Deutschland hatte fliehen müssen, 1959 in einem Brief an den Journalisten Adolf Klimanschewsky, der jetzige BDR-Präsident sei ein „Führer der Nazi-Mädels“ gewesen.
1955 wurde Gerhard Schulze zum Präsidenten des BDR gewählt. In seiner Amtszeit wurde das Saarland als 15. Landesverband in den BDR geholt, und er integrierte den Bundesverband der Mopedfahrer in den Verband; eine geplante Umbenennung des BDR in Bund Deutscher Rad- und Mopedfahrer kam jedoch nicht zustande. Auch sein Vorstoß, den Frauenradrennsport in Deutschland offiziell einzuführen, da im gleichen Jahr die ersten Weltmeisterschaften auch für Frauen durchgeführt wurden, blieb ohne Erfolg. 1956 kritisierte Der Spiegel, das Präsidium unter Schulze sei zahlreich zu den Weltmeisterschaften 1956 nach Kopenhagen gereist und habe an Empfängen teilgenommen, die Sportler hingegen nicht unterstützt.
Auf der Vollversammlung des BDR im Jahre 1959 trat Schulze gemeinsam mit dem nahezu gesamten Präsidium zurück, um einer Abwahl zuvorzukommen. Schulze wurden gravierende Fehler bei der Aushandlung der gemeinsamen Olympiamannschaft von BDR und dem DDR-Radsportverband DRSV vorgeworfen. Eine Folge war, dass das Team der gesamtdeutschen Mannschaft für das 100-Kilometer-Mannschaftszeitfahren bei den Olympischen Spielen 1960 in Rom ausschließlich aus DDR-Fahrern bestand, das allerdings Silber holte.